# Katedra Świętego Daniela w Celju
Katedra Świętego Daniela (słoweń. Stolnica svetega Danijela) – katedra rzymskokatolicka w słoweńskim Celju. 
Jedna z najstarszych świątyń w mieście, zbudowana na początku XIV wieku w stylu gotyckim. Posiada bogate wyposażenie wnętrza. Znajduje się przy staromiejskim Placu Głównym (Glavni trg).